# Villa Epecuén
Villa Epecuén je název zpustošeného a opuštěného turistického městečka v argentinské provincii Buenos Aires 480 km jihozápadně od hlavního města Buenos Aires. Villa Epecuén byla založena v roce 1921, v době největšího rozkvětu mělo přibližně 1500 obyvatel a v letních období bylo cílem okolo 25 000 turistů. Leží na břehu stejnojmenného jezera, jehož slaná termální voda byla turistickou atrakcí.
Jezero Epecuén je součástí skupiny jezer v bezodtokové oblasti „Lagunas Encadenadas del Oeste“. Je nejníže položené z kaskády 7 velkých jezer a je také z nich nejslanější. Vodní režim tohoto jezera sestává z přitékající povrchové vody a výparu z vodní hladiny a vsaku do podloží bez povrchového odtoku. V sedmdesátých letech 20. století byla zahájena výstavba vodohospodářského projektu spočívajícího ve spojení jezer umělým kanálem, který by umožňoval regulaci průtoků a množství vody v jednotlivých jezerech. Projekt však nikdy nebyl uveden do plného provozu. V osmdestátých letech z důvodu vyšších srážek docházelo ke stoupání hladiny v jezeře a okolo města byla vybudována ochranná protipovodňová zeď. 10. listopadu 1985 však došlo k přelití této zdi a k zaplavení celého města. Obyvatelstvo bylo včas evakuováno. Až do roku 1993 zůstaly ruiny pod hladinou vody, od tohoto roku však voda pomalu opadá a budovy vystupují nad hladinu. V současnosti je Villa Epeucén opětovně turistickou atrakcí, nikoli však jako lázeňské město, ale jako město duchů.

## Fotogalerie

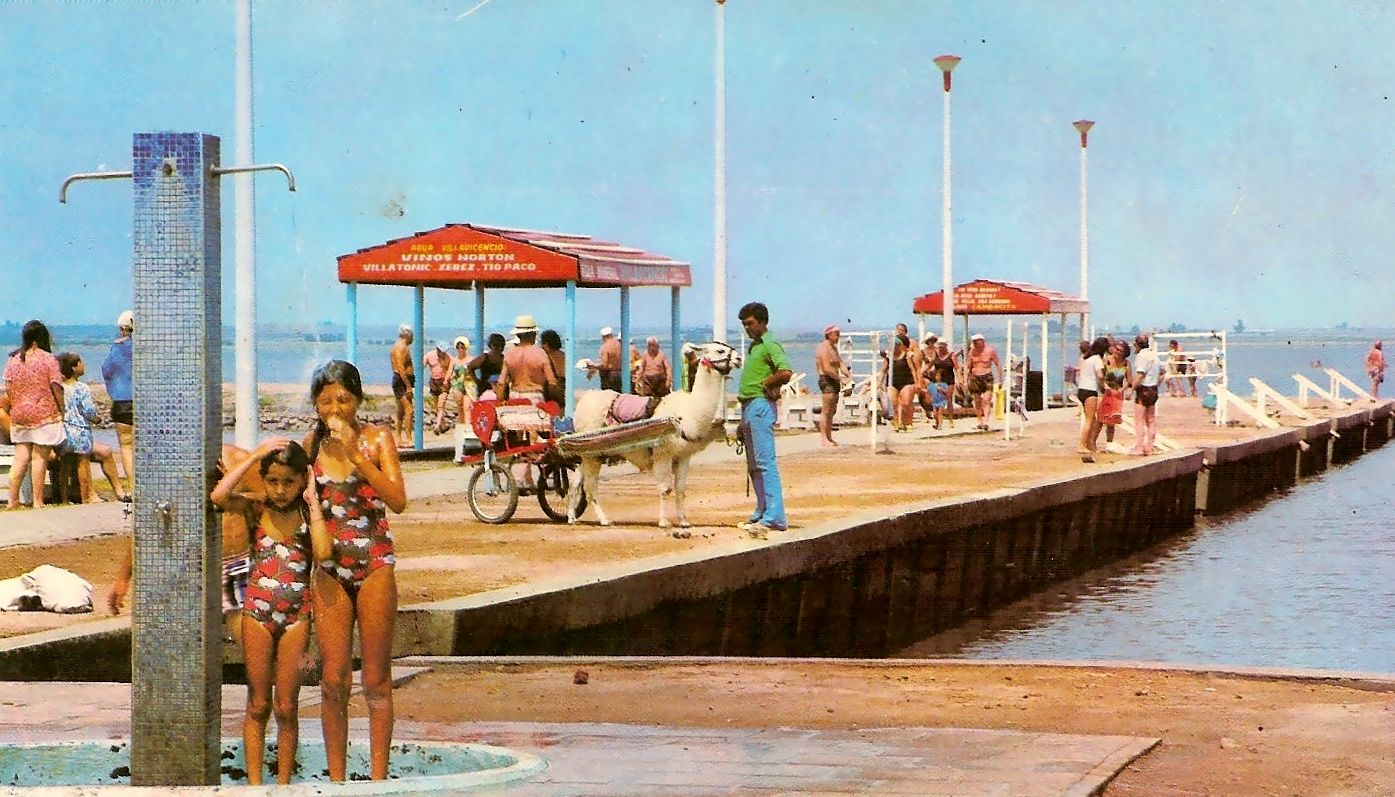
foto z roku 1980
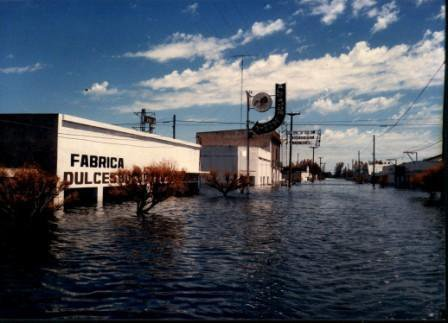
foto z roku 1985
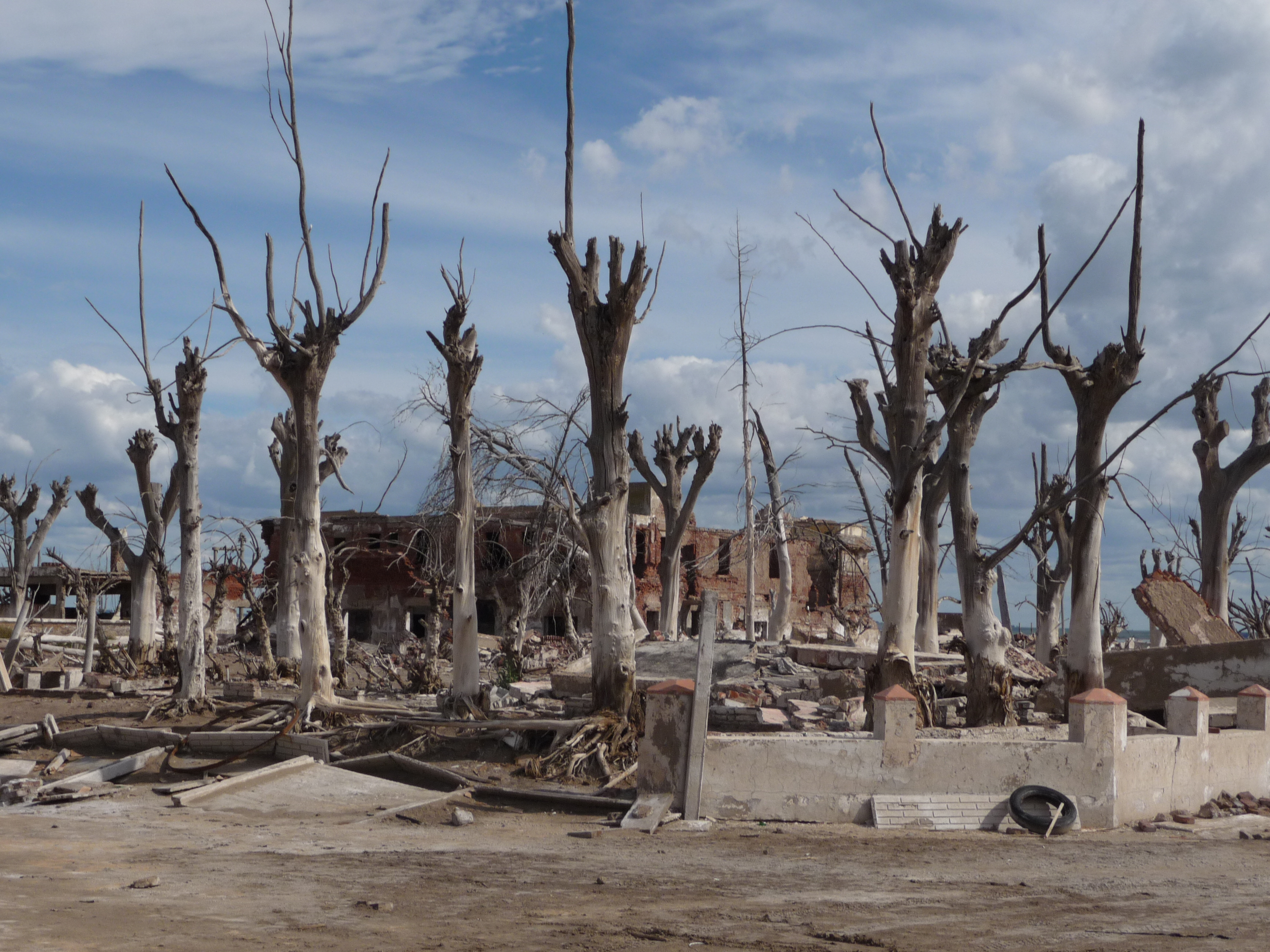
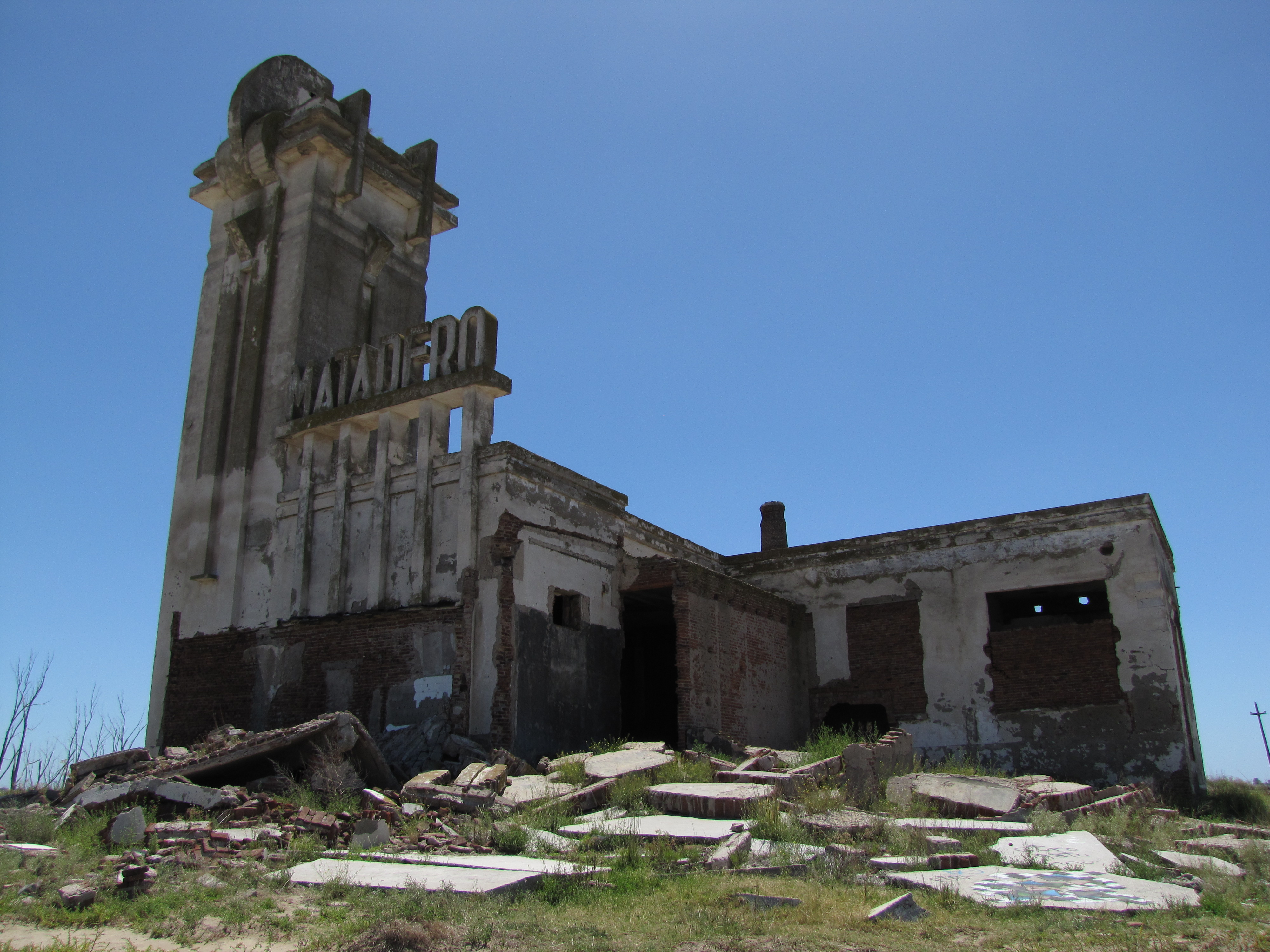